# الرابطة البرلمانية 2010–11
الرابطة البرلمانية 2010–11 (بالإنجليزية: 2010–11 Isthmian League)‏ هو موسم من دوري إسثميان. كان عدد الأندية المشاركة فيه 66، وفاز فيه ساتون يونايتد.